# Christian Schöne (Musicaldarsteller)

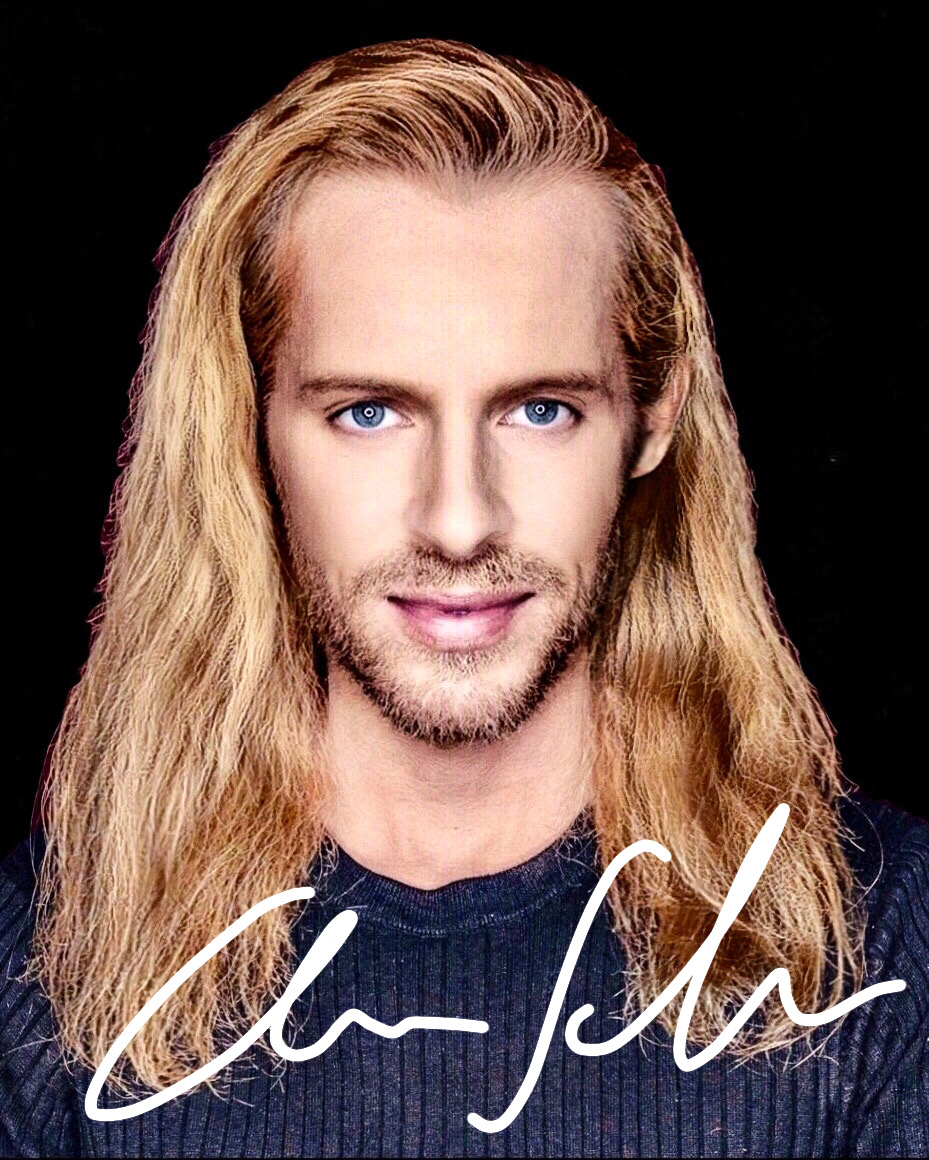

Christian Schöne (* 28. Dezember 1979 in Usingen) ist ein deutscher Musicaldarsteller und Schauspieler.

## Leben
Christian Schöne wurde in Usingen im Taunus geboren. An der „Stage & Musical School Frankfurt“ in Frankfurt am Main erhielt er eine Ausbildung zum Musicaldarsteller und Schauspieler.
Seit 2008 ist Schöne als freischaffender Dozent für die Fächer Phonetik, Rollenschauspiel, Improvisation und Musicaldance tätig und leitet jährlich mehrere Workshops. Im Jahr 2009 begann er mit den Arbeiten an seinem Auftragsmusical Orphans – Das düstere Geheimnis von Wreckage-Hill. Im Januar und Februar 2012 nahm Schöne an der neunten Staffel der Castingshow Deutschland sucht den Superstar teil, er qualifizierte sich für die Liveshow der letzten 16 Kandidaten, wo er ausschied. Aufgrund einer Votingpanne (Zahlendreher beim Aufruf durch den Moderator) konnten Online-User auf dem RTL-Internetportal am folgenden Tag 24 Stunden lang über eine zweite Chance für Schöne abstimmen, entschieden sich aber mehrheitlich dagegen.
Direkt nach dem Abitur nahm er privaten Gesangs- und Schauspielunterricht in Deutschland, Österreich und den USA. Es folgte eine Ausbildung zum staatlich anerkannten Musicaldarsteller und Schauspieler an der „Stage & Musical School Frankfurt“.
Bereits während seiner Ausbildung stand er in Produktionen wie Cabaret und Drei Männer im Schnee in Hauptrollen auf der Bühne. Er wurde für die „Brüder Grimm Märchenfestspiele“ in Hanau verpflichtet, sodass schließlich auch das Staatstheater Darmstadt auf ihn aufmerksam wurde. Direkt nach seinem Abschluss wurde er engagiert und war dort in den folgenden Jahren in den Sparten Musiktheater, Schauspiel und Oper tätig. Dort war er auch der Bühnenpartner von Helene Fischer. Unter anderem war er in den Produktionen Rocky Horror Show, Dschungelbuch und Dantons Tod zu sehen.
Mehrere Jahre gehörte er auch zum Ensemble des Mannheimer Capitol, wo er als Darsteller in Ladies Night, Peter Pan und Victor/Victoria tätig war.
Der Tenor agierte in den deutschen Erstaufführungen der Broadway-Musicals Romance, Romance, Nuncrackers – Alle Nonnen wieder.
Weitere Stationen seiner Laufbahn waren u. a. Evita, Chicago oder auch sein Engagement bei Les Misérables bei den Freilichtspielen Tecklenburg.
Fünf Jahre lang war er als Solist bei der Spotlight Musicalproduktion in Elisabeth – Die Legende einer Heiligen, Bonifatius – Das Musical und Die Päpstin – Das Musical engagiert.
Im Sommer 2013 sang, spielte und tanzte sich Schöne in der Rolle des Bill Calhoun durch das Cole-Porter-Musical Kiss Me, Kate. 2014 war er als Zaza in La Cage aux Folles zu sehen. 2014 stand er in der Stadthalle Lahnstein als jugendlicher Held D’Artagnan im Musical Die drei Musketiere auf der Bühne.
Dezember 2014 bis Anfang April 2015 tourte Schöne erneut, wie schon 2011/2012,  mit der Musicalgala „Die Nacht des Musicals“ durch Deutschland, Österreich und die Schweiz.

## Produktionen (Auswahl)
- 2000–03: „Stars on Stage – Company“, Solist für Musicalhighlights
- 2001: „Märchen von einem, der auszog das Fürchten zu lernen“, Franz – der Titelheld, Märchenfestspiele Hanau
- 2002: „Drei Männer im Schnee“, Dr. Fritz Hagedorn, Studiobühne Frankfurt
- 2003: „Stars and Cars“ Solist
- 2003/04: „Cabaret“, Conferencier, Studiobühne Frankfurt
- 2003/04„The Rocky Horror Show“, Rocky, Staatstheater Darmstadt[2]
- 2004: „Evita“, Magaldi, Amphitheater Hanau[3]
- 2005: „Chicago“ Harrison, Solotänzer, Kammerspiele Mainz, Tour
- 2005–08: „Ladies Night“, Lombard, Capitol Mannheim
- 2005: „Peter Pan“, Captain Hook, Capitol Mannheim
- 2005: „Nuncrackers – Alle Nonnen wieder“, Pater Virgil, Kongresszentrum Hanau
- 2006: „Les Miserables“, Ensemble, Freilichtspiele Tecklenburg
- 2006: „I Love You, You’re Perfect, Now Change“, erster männlicher Solist, Capitol Mannheim
- 2006, 2010: „Bonifatius – Das Musical“, Gewilip, Musicaltheater Bremen / Schlosstheater Fulda
- 2007/08: „Elisabeth – Die Legende einer Heiligen“, Heinrich Raspe, Landestheater Eisenach / Stadthalle Marburg
- 2008: „Romance, Romance“, Er / Lenny, Komödienhaus Wilhelmsbad
- 2010: „Victor/Victoria“ – Carol „Toddy“ Todd, Capitol Mannheim
- 2011, 2018: „Die Päpstin – Das Musical“, Anastasius, Schlosstheater Fulda
- 2011/12: Deutschland sucht den Superstar (9. Staffel)
- 2013: „Kiss Me, Kate“ – Bill Calhoun/Lucentio, Burgspiele Lahnstein
- 2014: „La Cage aux Folles“ – Zaza, Burgspiele Lahnstein
- 2014: „3 Musketiere“ – D’Artagnan, Städtische Bühne Lahnstein
- 2015: „Sunset Boulevard“ – Joe Gillis, Theater am Hagen Straubing
- 2015, 2019: „Hair“ – Woof, Leni Riefenstahl, Capitol Mannheim
- 2015/16: „Männer2 (Revue)“ – Der Schönling, Kammertheater Karlsruhe – K2
- 2016: „Artus – Excalibur“ – Loth von Orkney, Freilichtspiele Tecklenburg
- 2016: „Saturday Night Fever“ – Monty/Clubsänger, Freilichtspiele Tecklenburg
- 2017: „Der Glöckner von Notre Dame“ – Glöckner Quasimodo / Frollo, Tour Deutschland/Österreich
- 2017: „The Rocky Horror Show“ – Rocky, Oper Wuppertal
- 2017–2020: „Der Medicus“ – Karim, Schlosstheater Fulda, Theater Hameln
- 2017: „Luther Pop Oratorium“ – Faber, EmslandArena Lingen
- 2019/20: „Ludwig²“ – Graf Rettenberg, Graf Dürckheim, Schattenmann, König Ludwig II. Ludwig’s Festspielhaus Füssen
- 2019: „Die Päpstin – Das Musical“ – Anastasius, Fulda/Hameln
- 2021: „Passion 2:1“ – Petrus, Premiere als YouTube-Stream
- 2022: „Robin Hood (Musical)“ – King John/Cover Guy von Gisbourne, Schlosstheater Fulda
- 2023: „Mozart! (Musical)“ – Graf Arco, Freilichtspiele Tecklenburg
- 2023: „Miami Nights“ – Roy Fire, Freilichtspiele Tecklenburg
- 2024: „Sweeney Todd (Musical)“ – Sweeney Todd, Theater am Hagen Straubing
- 2024: „Zauberflöte - Das Musical“ – Sarastro, Ludwig’s Festspielhaus Füssen, Deutsches Theater München
- 2024: „3 Musketiere“ – Rochefort, Freilichtspiele Tecklenburg
- 2024/25: „Nuremberg´45“ – Will, Heilig-Geist-Saal Nürnberg

## Diskografie
- Elisabeth – Die Legende einer Heiligen, Original Musical Cast 2007
- Elisabeth – Die Legende einer Heiligen, Highlights 2008
- Bonifatius – Original Musical Cast, Highlights 2010
- Die Päpstin, Original Cast 2011
- Theaterblut, Solo-CD 2011
- Heiligenschein, Popsingle 2012
- Atemlos, Popsingle 2013
- Die Nacht der Musicals, Musical Highlights 2017 (incl. der Popsingle Nimm mein Herz)
- Fernweh nach Mir, Deutschsprachiges Rock-/Popalbum mit Eigenkompositionen 2020
- Robin Hood – Original Fulda Cast 2021
- Zauberflöte – Das Musical, Original Studio Cast 2024
- Nuremberg´45, Original Nürnberg Cast 2024